# セデス
『セデス』（SEDES）は、塩野義製薬グループのシオノギヘルスケアから発売されている一般向けの鎮痛解熱薬である。名前は「鎮痛」を意味する英語 sedative に由来し、読みやすく印象に残る名称ということで回文スペルの「SEDES」となった。

## 製品概要
1939年（昭和14年）に塩野義商店（現・塩野義製薬）から「セデス"シオノ"」の名称で医療用医薬品として発売される。しかし間もなくして第二次世界大戦突入に伴う原料不足もあり、限られた量しか生産されることなく終戦を迎える。第二次世界大戦終了後、日本が徐々に活力を取り戻し始めた1950年（昭和25年）に「セデス」に品名を改め、「セデス錠」として一般用医薬品としても発売される。
1960年（昭和35年）から、当時日活の女優として知られた清水まゆみを宣伝キャラクターに起用。歯痛用の包帯を頭の上で結んだ画像と「頭が痛い ときすぐセデス」のキャッチコピーで一般に知名度を浸透させると共に、同社の一社提供番組「ミュージックフェア」でもテレビCMが放映されるようになる。
1976年11月には、アミノピリンを配合していた「セデス錠」に替わり、非ピリン系の「セデスA錠」が発売された。
1978年4月には、フェナセチンを含む組成の異なる医療用の「セデスG」が発売されたが、服用しつづけることによるフェナセチンによる腎障害などの副作用があり、2001年で製造中止となった。
1987年4月2日には、「セデスA錠」に配合されていたブロムワレリル尿素をアリルイソプロピルアセチル尿素に変え、無水カフェインを増量（25mg→40mg）した「新セデス錠」が発売された。1993年7月26日には初のシリーズ品で且つ、「セデス錠」以来となるピリン系（「セデス錠」のアミノピリンではなくイソプロピルアンチピリンを配合）の「セデス・ハイ」が発売された。
2000年代に入るとバリエーションが増え、2005年7月1日には若年女性向けにイブプロフェンを配合した非ピリン系の「セデス・キュア」を、2006年7月19日にはビタミンB1誘導体（ジセチアミン塩酸塩水和物）を配合した非ピリン系の「セデスV」を発売。2009年4月から5月にかけて全製品のパッケージデザインが順次変更され、デザインが統一された。
2010年9月に「セデス・ハイ」と同一処方の顆粒タイプ「セデス・ハイG」と外用鎮痛消炎剤「セデスV FR」を発売。さらに、翌月には服薬コンプライアンスの視点に立ち、眠気を誘発する鎮静成分を無配合とした非ピリン系「セデス・ファースト」が発売された。
2015年7月には、「新セデス錠」と「セデス・ハイ」に、プロモーションの連動企画としてドレスをモチーフとした期間限定パッケージ品を発売した（2016年1月末までの期間限定）。どちらも小容量の10錠入りでの発売だが、通常の「新セデス錠」は最少容量が20錠入りの為、「新セデス錠」の10錠入りは今回の期間限定パッケージ品に合わせて設定されたものである。
2016年4月に日本国内におけるコンシューマーヘルスケア事業の子会社設立による分社化に伴い、シオノギヘルスケアへ移管された。
2020年に「新セデス錠」「セデス・ハイ」「セデス・ハイG」をパッケージリニューアル。SDGsに対応したユニバーサル仕様へ一新され、医薬品のパッケージでは世界初となるアクセシブルコードを導入。パッケージにQRコードを印刷してデボス（凹）加工を施し、スマートフォンなどで読み取ると自動音声による読み上げ機能で用法・用量の説明等を受けることが可能で、5ヵ国語（日本語・英語・簡体字・繁体字・韓国語）に対応する。このほか、ピクトグラムによる効能の表現や製品名・製品情報に英語表記を加えたほか、「新セデス錠」と「セデス・ハイ」は側面にあった開け口が前面に移り、上方向に大きく開く形状に変わり、開いたフタの裏面に用法・用量が大きく記載された。なお、「新セデス錠」と「セデス・ハイG」は同年4月より、「セデス・ハイ」は同年6月より順次切り替えとなる。これら3製品は2021年10月に2021年度グッドデザイン賞を受賞し、同時に、「私の選んだ一品 - 2021年度グッドデザイン賞 審査委員セレクション」にも選定された。
2022年2月にはシリーズ最多となる5種類の有効成分を配合した「セデス・ハイ プロテクト」が発売された。

## ラインナップ
現在発売されている製品は全て【指定第2類医薬品】となる。
新セデス錠（NEW SEDES）
非ピリン系（アセトアミノフェン・無水カフェイン・エテンザミドを組み合わせた「ACE処方」にアリルイソプロピルアセチル尿素を配合）。青のパッケージ。2009年9月に60錠、2016年5月に80錠を順次発売し、大容量包装も展開している。
セデス・ハイ（SEDES HIGH）
ピリン系（イソプロピルアンチピリン(IPA)とアセトアミノフェンのダブル鎮痛成分にアリルイソプロピルアセチル尿と無水カフェインを配合）。銀のパッケージ。2009年8月に大容量サイズの40錠を追加。
セデス・ハイG（SEDES HIGH G）
ピリン系（「セデス・ハイ」と同一の有効成分を配合した顆粒タイプ）。金のパッケージ。処方箋医薬品の「SG配合顆粒」と同一処方。
セデス・ハイ プロテクト（SEDES HIGH PROTECT）
ピリン系（「セデス・ハイ」と同一の有効成分に胃粘膜保護成分のメタケイ酸アルミン酸マグネシウムを追加配合）。グレーのパッケージ。
セデスV
非ピリン系（「新セデス錠」の処方をベースに、セトチアミン塩酸塩水和物(旧名称:ジセチアミン塩酸塩水和物、ビタミンB1誘導体)を追加配合）。白のパッケージ。

### 販売終了品
セデスV FR【第2類医薬品】
本品はプラスタータイプの外用鎮痛消炎薬に属しており、フェルビナクが配合されている。容量は16枚入りと32枚入りで大容量重視の構成となっていた。VとFRの間にスペースが空いてあるのは、「セデスV」の派生製品であることと、ホンダ・VFRとの商標侵害を回避させる為だと思われる（製造販売元:大石膏盛堂）。
セデス・ファースト【指定第2類医薬品】
非ピリン系（「新セデス錠」と同じ「ACE処方」に酸化マグネシウムを配合、「セデス」ブランドの解熱鎮痛薬で唯一鎮静成分を配合していない）。水色のパッケージ。2023年製造終了。
セデスキュア【指定第2類医薬品】
非ピリン系（イブプロフェン・アリルイソプロピルアセチル尿素・無水カフェイン配合）。ピンクのパッケージ。当初、他の「セデス」と異なり、イラスト入りで縦長のデザインとしていたが、2009年4月のパッケージリニューアルに伴いデザインが統一。容量は8錠と16錠を統合した新容量の10錠と既存の30錠の2容量となる。後に10錠が製造終了となり、30錠のみとなっていたが、2023年に30錠も製造終了となった。

## 関連医薬品
塩野義製薬が発売する医療用医薬品の「SG配合顆粒」は、「セデスG」の成分をフェナセチンからアセトアミノフェンに変えたものである。シオノギヘルスケアが発売する一般用医薬品の「セデス・ハイG」は「SG配合顆粒」と組成（有効成分・含量・添加物）が同一の製品である。「セデス・ハイ」に関しても錠剤の為添加物は異なるが、有効成分と1回量における含量は「SG配合顆粒」と同一となる。
2024年時点で後発品はない。

## CM出演者
現在
- 川口春奈[8]

過去
- 清水まゆみ
- 鈴木杏樹
- 田中美奈子
- ヴァネッサ・ウィリアムス
- 松本典子
- 荻野目洋子
- 瀬戸朝香
- 辺見えみり
- 原田夏希
- 和久井映見
- 石黒賢
- 明石家さんま（セデスファースト）
- アンジェラ・アキ（セデスハイ）
- 山本美月（新セデス、セデスハイ）

※ なお現行のCMソング（痛くなったら、すぐセデス）は、荻野目洋子が出演し、1987年から放映されたCMで使われたものが、アンジェラ・アキが出演したCMを除き、今日まで使用されている。